# Praneel Naidu
Praneel Naidu (29 de janeiro de 1995) é um futebolista fijiano que atua como defensor, atualmente defende o Ba FC.

## Carreira
Praneel Naidu ele fez parte do elenco da Seleção Fijiana de Futebol nas Olimpíadas de 2016.